# 申九惨案
申九惨案於1948年2月2日在中華民國上海由中国共产党上海地下组织领导的罢工，是第二次国共内战期间的一件事件。

## 事發經過
申新第九棉紡織廠是上海规模最大的民营纱厂。1948年1月30日，年关将近，该廠7500多名工人对厂方发放大米、煤等配给品和年终奖金感到不满，发动罢工，占据该厂。
鉴于在1月29日已经发生同济大学血案，31日又发生5000多名舞女捣毁社会局事件，上海市当局决定采取镇压行动。
2月2日，淞沪警备司令宣铁吾、市警察局长俞叔平出动1000多名军警，使用装甲车、催泪弹，冲入厂内，强迫工人离厂。工人用砖头、铁棍、铁块和桌凳进行抵抗。搏斗中，朱云仙、王慕媚和蒋贞新3名女工被打死，百余人受伤，重伤40多人，200多人被逮捕，随后有365名工人被开除，26名罢工工人被判处徒刑。罢工工人于2月16日复工。